# Pseudotropine
La pseudotropine ou β-tropan-3-ol est un dérivé du tropane contenant un groupe alcool. C'est l'isomère exo du tropanol, l'isomère endo étant la tropine.